# Lomaspilis demarginata
Lomaspilis demarginata là một loài bướm đêm trong họ Geometridae.